# Nowe Ateny
Nowe Ateny – jedna z pierwszych polskich encyklopedii powszechnych, której autorem jest Benedykt Chmielowski.

## Historia
Encyklopedia miała dwa wydania, pierwsze w latach 1745–1746, drugie, uzupełnione i rozszerzone, w latach 1754–1756.

## Układ i treść
Encyklopedia ks. Chmielowskiego ma układ rzeczowy, tj. hasła nie są ułożone alfabetycznie, lecz pogrupowane na działy tematyczne.
Wiadomości obejmujące kilkanaście dziedzin wiedzy zaczerpnął od ponad stu autorów, począwszy od starożytnych, np. Pliniusza Starszego, aż po sobie współczesnych; wiele z nich opatrzonych jest niepozbawionym krytycyzmu komentarzem autora, w innych autor powołuje się na wybitne osobistości antyku, by formować własne spostrzeżenia.

### O Bogu, relikwiach, świętych i bożkach pogańskich
Po krótkim wstępie, tłumaczącym przyczyny napisania dzieła, autor rozprawia o Bogu, że jest bytem wszystkich bytów i o świecie, że został stworzony raczej na wiosnę niż jesienią, wbrew autorom, powołującym się na to, że na drzewach rajskich znajdowały się już owoce, twierdzi, że w warunkach palestyńskich drzewa owocują dwukrotnie wiosną i jesienią. Dalej rozważa, gdzie może się znajdować raj ziemski, po czym przechodzi do kwestii relikwii. Omawia najpierw główne relikwie związane z Narodzeniem i Męką Chrystusa Pana, ich losy i miejsce, gdzie się znajdują, szczególniej zatrzymując się nad gwoździami, którymi Pan Jezus był przybity do krzyża. Następnie przedstawia relikwie związane z Najświętszą Marią Panną, wśród nich ikonę częstochowską. Po czym przechodzi do przedstawienia niektórych świętych poczynając od praojca Adama, a na Ubaldzie biskupie kończąc. W dalszym toku swego dzieła zastanawia się czy król Salomon został zbawiony, czy papież Grzegorz Wielki uratował duszę cesarza Trajana od piekła, czy Platon został przez Boga zbawiony czy potępiony. Roztrząsa szeroko czy jest możliwe, by na tronie papieskim zasiadała kobieta o imieniu Joanna i czy zasługują na wiarę proroctwa o papieżach ogłoszone za pontyfikatu Celestyna II w 1143 roku.
Następnie traktuje krótko o bożkach pogańskich, po czym przechodzi do opisania idoli w Piśmie świętym wymienionych: Apisa, Asmodeusza, Dagona i Lilith oraz do rozważenia prawdziwości wyroczni pytyjskiej Apollina w Delfach. Kończy krótkimi uwagami o gorszym od pogaństwa ateizmie.

### O czarcie, czarach, astronomii i astrologii

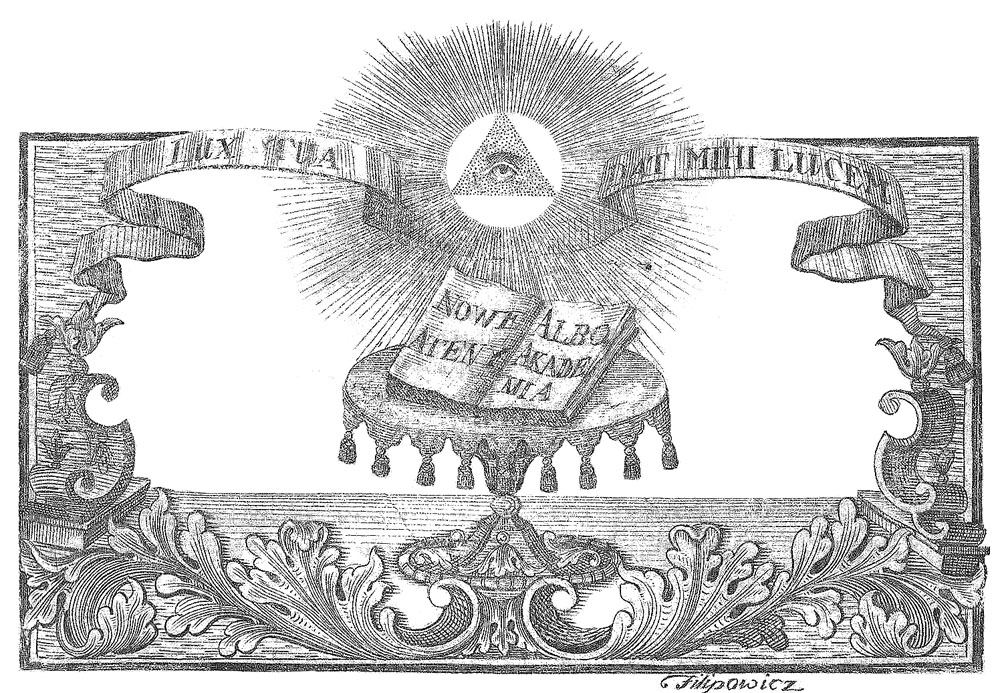
Ilustracja znajdująca się na jednej z pierwszych stron encyklopedii wydanej w latach 1745-1746

Dalsza część księgi jest poświęcona czartowi, czarownikom i czarom. O czarcie, czyli diable, mówi autor za Pismem Świętym, że zwodzi dusze, że za przyzwoleniem Bożym, jak w przypadku Hioba, nęka ludzi nieszczęściami, że potrafi kusić świętych pod przybranymi postaciami, jak to było ze świętym Antonim Pustelnikiem, i innych jego właściwościach. Przytacza też liczne przykłady kuszenia poczynając od kuszenia Pana Jezusa na pustyni, poprzez kuszenie świętego Dunstana czy Teofila archidiakona. Następny rozdział poświęcony jest opętanym, ich nadzwyczajnym umiejętnościom, dziwnym zachowaniom i znakom, po których można rozpoznać ich opętanie. Kolejny traktuje o trzech rodzajach magii: naturalnej, artyficjalnej i demonicznej, podając liczne jej przykłady. Następnie przytacza autor przykłady czarnoksiężników od biblijnych: wróżki z Endor i Szymona Maga po prawie sobie współczesnych. Rozważa szeroko, co czarownicy potrafią, a czego nie potrafią dokonać, szczególnie zatrzymując się nad ich zlotami, czyli sabatami. Osobny rozdział poświęca różnego rodzaju upiorom.
Część poświęconą astronomii i astrologii rozpoczyna od klasycznego wykładu o sferach niebieskich. Przy okazji krytykuje system kopernikański. Przedstawia naukę o czterech elementach, z których zbudowany jest świat podksiężycowy: ogniu, powietrzu, ziemi i wodzie. Przy okazji rozważań o wodzie dywaguje nad geografią rzek piekielnych: Acheronu, Styksu, Lete i jezior Geluchalat i Avecigus oraz cudownymi właściwościami pewnych źródeł. Astrologię dzieli na naturalną, która na podstawie zjawisk niebieskich przepowiada pogodę i judycjarną, która w ten sam sposób stara się przepowiadać przyszłość. Kolejno omawia więc fizjonomikę, która stara się orzekać o człowieku na podstawie jego budowy i zachowania, chiromancję, wróżenie ze snu, któremu przyznaje częściową skuteczność, z powodu świadectw biblijnych. Część tę zamyka przedstawienie dziesięciu sybilli.

### O ludziach rzeczy niezwykłe
Część poświęconą ludziom rozpoczyna od rozważań o gigantach, czy byli i jak wielcy byli. Dalej przechodzi do Pigmejczyków, ludzi długowiecznych (longaevi) jak Matuzalem, wielodzietnych, wśród których pierwszy jest Adam, ojciec 33 synów. Przytacza następnie przykłady ludzi o nadzwyczajnej sile, wymienia wśród nich Augusta II Mocnego, króla polskiego i Stanisława Ciołka, wojewodę mazowieckiego; ludzi sławnych z prędkiego biegu oraz innych cudownych właściwości. Następnie przechodzi do uczonych i wynalazców (inventores) różnych umiejętności w czym idzie częściowo za Biblią (wynalazcą rolnictwa jest Abel, a budowania miast – Enoch), częściowo za tradycją antyczną (wynalazcą np. gry na flecie jest bożek Pan) i późniejszą. Po tym katalogu umiejętności następuje alfabetyczny katalog różnych sławnych postaci, na początku którego stoją Adam, Atlas, Albert Wielki, Awerroes.
W tym miejscu swego dzieła autor żali się:

„Trzy palce tylko piszą, wszystkie ciało boli

Jakbyś go zebrał z krzyża, tak człeka zniewoli

A dopieroż co oczom, z niespania, czytania

Wyrządza się z kilkuset książek wertowania.

Komponując, gluzując, przenosząc na czyste,

Jaki to mozół jest ciężki, ty sam widzisz Chryste!”.
Część poświęconą ludziom uzupełnia wykaz kobiet mądrych i dzielnych, wykaz ludzi szpetnych oraz rozmaite ciekawostki.

### Mirabilia
W księdze ósmej swego dzieła autor zastanawia się, czy można znaleźć słup soli, w który zamieniła się żona Lota, czy istniał na świecie ptak Feniks oraz ptak Gryf, czy pelikan posiada takie właściwości, o jakich pisali autorzy starożytni, czy istnieje w naturze jednorożec, syreny, ryba Remora, czy salamandra żyje ogniem, czy łabędź śpiewa przy swej śmierci, czy istnieje kamień filozoficzny, czy istnieje lampa życia ludzkiego, która gaśnie wraz ze śmiercią człowieka. Dalej rozważa czy istnieje opisana w Biblii ryba Lewiatan, wół Szorobor, zjadający codziennie, wedle legend żydowskich, trawę z tysiąca gór, rzeka Sabbaticus, o której piszą Pliniusz i Józef Flawiusz, wysychająca w każdy szabat, czy istnieją jeszcze gdzie ruiny wieży Babel, czy słuszne jest mniemanie ludu polskiego, że na starodawnych monetach, wykopywanych z ziemi, znajduje się głowa Jana Chrzciciela. Następnie wymienia autor 18 rzeczy, które nie mogą się zdarzyć (impossibiliów), jak to by słońce wzeszło na zachodzie, by naczerpać wody sitem itp.

### Osobliwości o zwierzętach, roślinach i minerałach

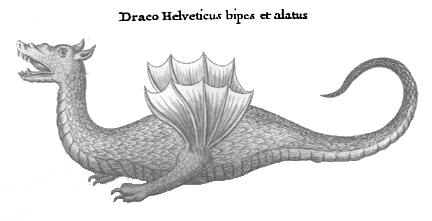
Smoka pokonać trudno, ale starać się trzeba.
Jeden z kilku rodzajów smoków przedstawionych w Nowych Atenach. Są tam również smoki latające, z natury rysowane.

Kolejną część dzieła zajmują osobliwe zwierzęta: leniwiec amerykański, catopieba żyjąca nad Nilem, która wzrokiem zabija jak bazyliszek, kameleon, chiurga (pół lis, pół koczkodan), psiogłów, jeleń, który by się pozbyć robactwa połyka węże, konik morski. Pod hasłem „Koń” autor pozwolił sobie na żart jaki jest, każdy widzi. Jednakże następuje po tym obszerny opis tego zwierzęcia. Dalej pisze o dziwnych właściwościach kóz śmierdzącego rodzaju zwierząt, w Piśmie Świętym oznaczających grzesznych i potępionych; o dzikim króliku indyjskim, polującym na jelenie; o lamparcie; lwie; o chytrości lisa; o przemyślności małpy, przytaczając za Elianem historię o małpie, która podpatrzywszy mamkę kąpiącą dziecko, porwała je, i chcąc umyć, sparzyła. Dalej idą: mumerus, osobliwy zwierz, dzielący swój pokarm na 11 części; mysz, szczególnie arabski ich rodzaj, większy od kotów, który na dwóch nogach chodzi; niedźwiedź, osioł, pies rosomak, słoń, sfinks, tygrys, wielbłąd, wydra, wilk, przy którym autor zastanawia się czy istnieją również wilkołaki. Następnie wymienia, które zwierzęta nie weszły do arki Noego i zastanawia się czym się w niej żywiły.
Z ptaków zatrzymuje się dłużej nad anegdotami o bocianie, jastrzębiu, kogucie, kani, czerwonaku i puchaczu. Dalej przedkłada czego nauczyły ptaki ludzi, dłużej zatrzymując się nad rzymskimi wróżbami z lotu ptaków. Z gadów wymienia za Elianem węża o dwu głowach (amphisbenę) i zabijającego dotknięciem (amphisbanę), zabijającego wzrokiem bazyliszka, smoka zgodnie z tym, co o nim mówi Pliniusz i inni autorzy starożytni i późniejsi, a pośród innych pomniejszych, krokodyla. Omawia też w porządku alfabetycznym bardziej osobliwe ryby, dłużej zatrzymując się przy delfinie, wielorybie i szczupaku.
Następnie omawia co osobliwsze drzewa i zioła, a wreszcie minerały i kamienie szlachetne. Przedstawia je również w porządku alfabetycznym, rozpisując się o ich właściwościach i przytaczając anegdoty z nimi związane, które przytacza za różnymi autorami.

### O Rzeczypospolitej
Kolejną część dzieła poświęca autor swemu krajowi. Po krótkiej pochwale Rzeczypospolitej i podaniu etymologii nazwy „Polska”, opisuje pierwszych, mitycznych, jej władców, od Lecha do Mieszka I. Sporo miejsca poświęca pochwale szczególnego klejnotu Korony Polskiej, jakim jest złota wolność szlachecka, broni posługiwania się przez Polaków łaciną, tłumaczy dlaczego w Polsce jest mało bitej monety. Przechodzi następnie do jej bogactw naturalnych: złota, srebra i żelaza, wymienia co jest w Polsce złego, po czym przedstawia najciekawsze miejsca w Polsce, miasta: Frombork, Gostyń, Kraków, Pieczary kijowskie, Poznań, Warszawę, Wilno; góry: Karpaty, Wawel, Łysą Górę, Czartowską Górę; rzeki: Dniestr, Odrę, Wisłę; ludność: Kurpiów, Prusaków i Litwinów; dalej cudowne i łaskami słynące obrazy Najświętszej i Najjaśniejszej Królowej Polskiej: częstochowski, kodeński, sokalski.

### Krótki przewodnik po innych państwach
Następna część dzieła zawiera opisanie innych państw dla wybierających się w podróż. Na początku autor przedstawia w jaki sposób wszystkie narody wywodzą się od synów Noego. Następnie objaśnia pochodzenie terminu „Germania” i przechodzi do opisu krajów niemieckich. Najpierw Austrii z jej krainami: Styrią, Karyntią i Tyrolem, następnie Czech, skupiając się na religii czeskiej i opisie Pragi. Szczególnie dużo miejsca poświęca Saksonii, której władca był aktualnym królem Polski. Przedstawia następnie arcybiskupstwo kolońskie i mogunckie oraz kilka innych miast. Na koniec omawia krótko królestwo węgierskie, Raguzę i Helwecję.
Z kolei sporo miejsca poświęca Włochom. Omawia krótko historię antyczną, wspomina o domku loretańskim Najświętszej Marii Panny i o całunie w sabaudzkim Chambéry, a następnie przedstawia Wenecję, Akwileję, Genuę, Asyż i, pomiędzy innymi, Królestwo Sardyńskie. Krótko omawia Hiszpanię. We Francji szczegółowo opisuje miasta Bretanii, Delfinatu i Prowansji oraz dzieje Piotra Abelarda. W Rzeczypospolitej Niderlandzkiej Amsterdam, Antwerpię, Lejdę oraz kolonię zamorską Indie Batawskie, przy okazji opisując sposób poławiania pereł. Dalej przedstawia kraje północne: Wielką Brytanię, Hibernię (Irlandię), Szwecję, Norwegię i Danię, krótko Rosję i kraj Samojedów, Bułgarię, po czym niezwykle szczegółowo imperium ottomańskie.
Z azjatyckich krajów uwagę poświęca Państwu Wielkich Mogołów oraz Chinom i Japonii. W Afryce zatrzymuje się nad Abisyńczykami i Egipcjanami. W Ameryce dłużej zatrzymuje się nad historią państwa Inków.

### Różne nacje i chronologia

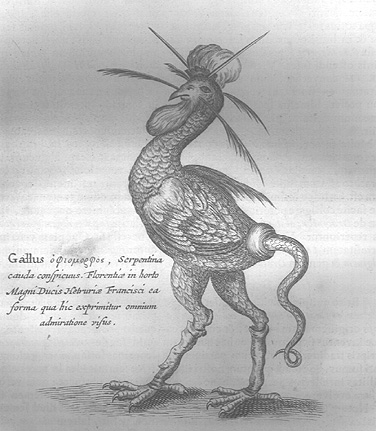
Nowe Ateny pełne są opisów „cudowności”. Tu: ilustracja koguta-potwora z wężowym ogonem, skopiowana z Monstrorum historia Ulissesa Aldrovandiego

Po opisie różnych krajów przechodzi Chmielowski do alfabetycznego zestawienia różnych nacji. Są tam najstarsi na świecie Arkadyjczycy i Astemi, bezusty lud zamieszkujący Indie, Amazonki bardzo waleczne i Centaurowie – pół ludzie, a pół konie, oprócz wielu innych: Greków, Gallów, Francuzów, Germanów etc. Istniejącym nacjom autor poświęca więcej uwagi charakteryzując ich temperament, obyczaje, ubiór, przytaczając anegdoty.
Dalej umieszcza autor chronologię dziejów od stworzenia świata do narodzenia Chrystusa, złożoną głównie z wydarzeń biblijnych oraz ważniejszych wydarzeń z historii Grecji i Rzymu. I tak pod datą 1656 umieszcza potop biblijny, pod 1909 – początek budowy wieży Babel, pod 2039 – narodziny Abrahama, pod 2513 – wyjście Izraelitów z Egiptu, pod 2800 – zburzenie Troi, pod 3023 – początek rządów Salomona, pod 3230 – założenie Rzymu, pod 3446 – upadek królestwa judzkiego, pod 3615 – narodziny Platona, pod 3721 – zwycięstwo Aleksandra Macedońskiego pod Issos. Ostatnią informacją jest rozpoczęcie tłumaczenia Biblii przez 72 tłumaczy na język grecki na polecenie króla Ptolomeusza Filadelafa około 3837 roku, 279 lat przed Narodzeniem Pańskim. Po pierwszych następują Kroniki Drugie, liczące czas od narodzenia Chrystusa, które oprócz faktów z historii powszechnej, zawierają mnóstwo informacji o zdarzeniach osobliwych lub cudownych, jak to: 595 – we Francji jednego szalbierza czart opętał przy rąbaniu drzewa w lesie, 979 – w Niemczech widziano na obłokach wojska ogniste. Ostatni zapis dotyczy roku 1718.

### Varia
Chmielowski zastanawia się najpierw, który wiek jest lepszy dawny czy obecny. Poświęca następnie uwagę administracji rozważając czy lepiej nadają się do pełnienia urzędów ludzie młodzi czy starzy, o tyranach, jaki powinien być żołnierz, o ekonomice i architekturze i na koniec jak przedłużyć lata swojego życia. Dalej umieszcza autor sekretarz, zawierający rozmaite sekrety: jak się do nieba dostać; O jajach: co czynić by było jak głowa ludzka, by w powietrzu latało; sekret o dziwnych węgorzach; dla nabycia pamięci; by w zgodzie żyło małżeństwo; jak grad odwrócić; abyś widział w wodzie Zamki, Wieże Kościoły; Aby się kto zdał mieć głowę psią; co czynić aby Matrony piękne rodziły dzieci itp. Objaśnia metodą sennikową co może oznaczać lew z otwartym oczami, sęp, woda i ogień, bocian i inne podobne obrazy. W sposób alegoryczny opisuje siedem sztuk wyzwolonych. Na koniec przedstawia 74 cnoty w porządku alfabetycznym, ale po łacinie, przypisując każdej symboliczny obraz.

## Odbiór dzieła
Nowe Ateny zostały w drugiej połowie XVIII w. poddane silnej krytyce i bywają do dziś cytowane jako przykład ciemnoty czasów saskich. Korzystniejszy obraz przedstawia w swoich opracowaniach Wojciech Paszyński. Dowodzi on, że chociaż dzieło nie jest szczególnie prekursorskie na tle ówczesnej nauki europejskiej, należy jednak do prac bardzo wartościowych. Chmielowski nie był bezkrytycznym kompilatorem, ale twórczym autorem, prekursorem niektórych współczesnych form dziennikarstwa. Nie można mu odmówić wielkiej erudycji i talentu pisarskiego. Autorzy, z których korzystał uczony, stanowili elitę nauki XVI i XVII wieku. W Nowych Atenach znajduje się m.in. pierwsze zestawienie dat dotyczących historii Polski oraz informacje o ówczesnych bibliotekach i akademiach. Chmielowski miał także podejście empiryczne i na drodze eksperymentu starał się udowodnić wiele teorii .
W. Paszyński wskazuje, że na dziele wychowało się pokolenie twórców Konstytucji 3 maja, a autor wykazał się talentem językowym i publicystycznym oraz dostarczył inspiracji nadchodzącej epoce oświecenia.

## Pełny tytuł dzieła
Pełny tytuł dzieła umieszczony na stronie tytułowej brzmi:

NOWE ATENY
ALBO
AKADEMIA
WSZELKIEJ SCYENCYI
PEŁNA,
NA RÓŻNE TYTUŁY, iák ná CLASSES
PODZIELONA,
MĄDRYM dla Memoryału, IDIOTOM dla Náuki,
POLITYKOM dla práktyki, MELANCHOLIKOM
dla rozrywki
ERIGOWANA
ALIAS
O BOGU, Bożków mnóstwie, Słow pięknych wyborze,
Kwestyj cudnych wiele, o Sybillów zbiorze,
O Zwierzu, Rybách, Ptakách, ô Matematyce,
O Cudách Świátá, Ludźi Rządách Polityce,
O Językách y Drzewách, ô Żywiołách, Wierze,
Hieroglifikách, Gadkách, Narodów mánierze ;
Co Kray ktory ma w sobie dźiwnych Ciekáwości,
Cáły Świát opisany z gruntu w Słów krótkości.
Co wszystko stało się wielką pracą y własnym kosztem Autora
tu enigmatice wyrażonego:
Imię Wiosna zaczyna, Wielkiej Nocy blisko,
Głowę w Piwie y w Miodźie zawraca nazwisko.
To iest przez Xiędza BENEDYKTA CHMIELOWSKIEGO Dźiekana Ro-
hatyńskiego, Firlejowskiego y Podkamienieckiego Pasterza.